# Mulillero
Le mulillero (de l'espagnol mulillas : équipage de mule) est, dans le monde de la tauromachie, un membre du personnel de l'arène chargé de conduire le train d'arrastre.

## Présentation et origine du nom

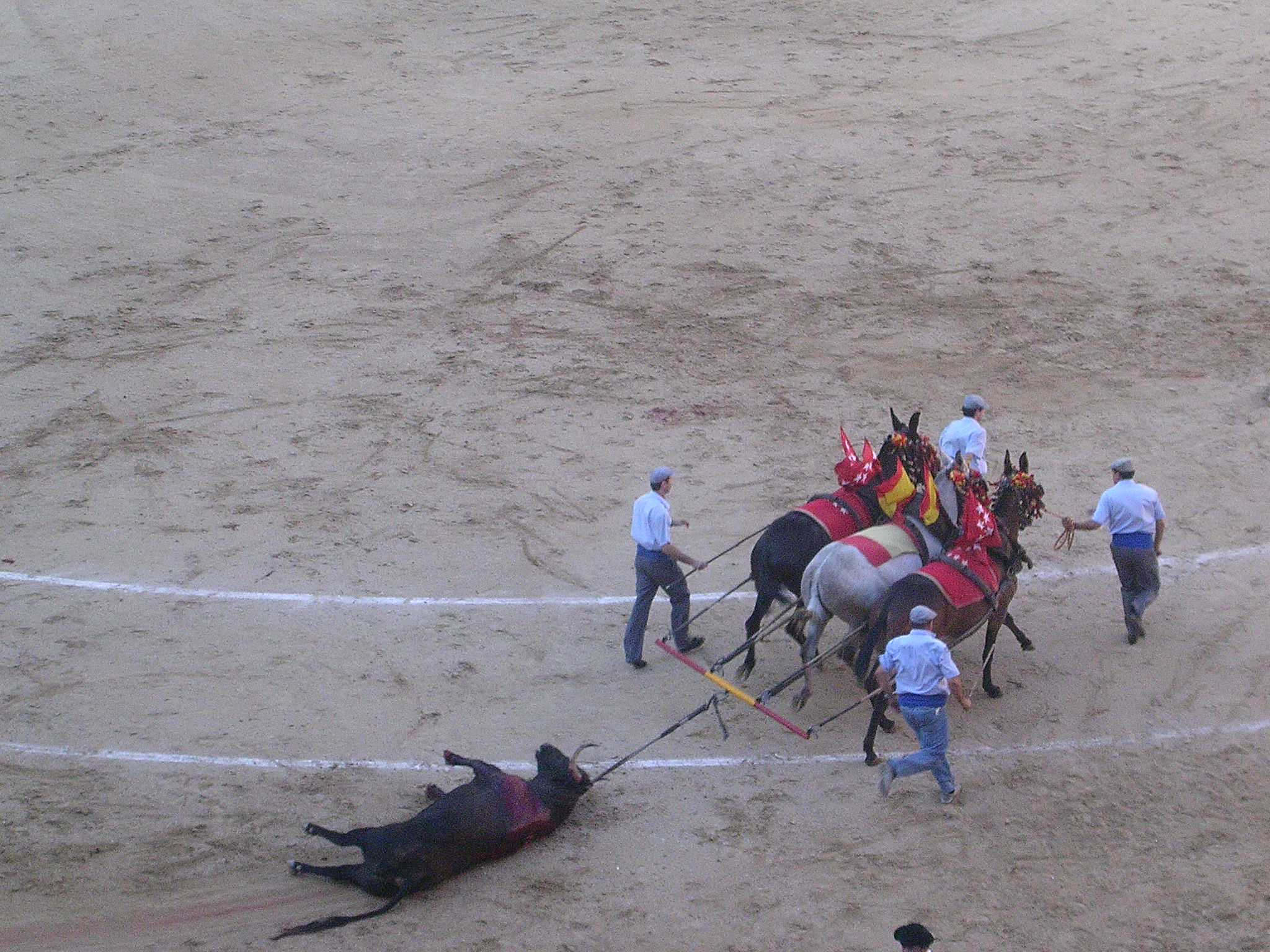
mullilleros conduisant le train d arrastre à Arles

Les mulilleros interviennent  en toute fin de  corrida, au moment où la dépouille de l'animal doit être emportée, soit rapidement, c'est-à-dire au petit trot, soit honorée d'un tour de piste lorsque le taureau a été bon. Le public applaudit alors l'animal. 
Le costume des  mulilleros varie selon les arènes : pantalon sombre et chemise blanche, ou pantalon blanc et chemise bleu ciel. Ils sont toujours coiffés d'une casquette de forme et de couleur variables selon les arènes et les pays.
Les mulillas, équipage de mules utilisés pour tirer le train d'arrastre, sont à l'origine du nom de mulilleros. Le mules de l'arrastre sont harnachées de plumets, pompons et grelots.

### Fonction et code

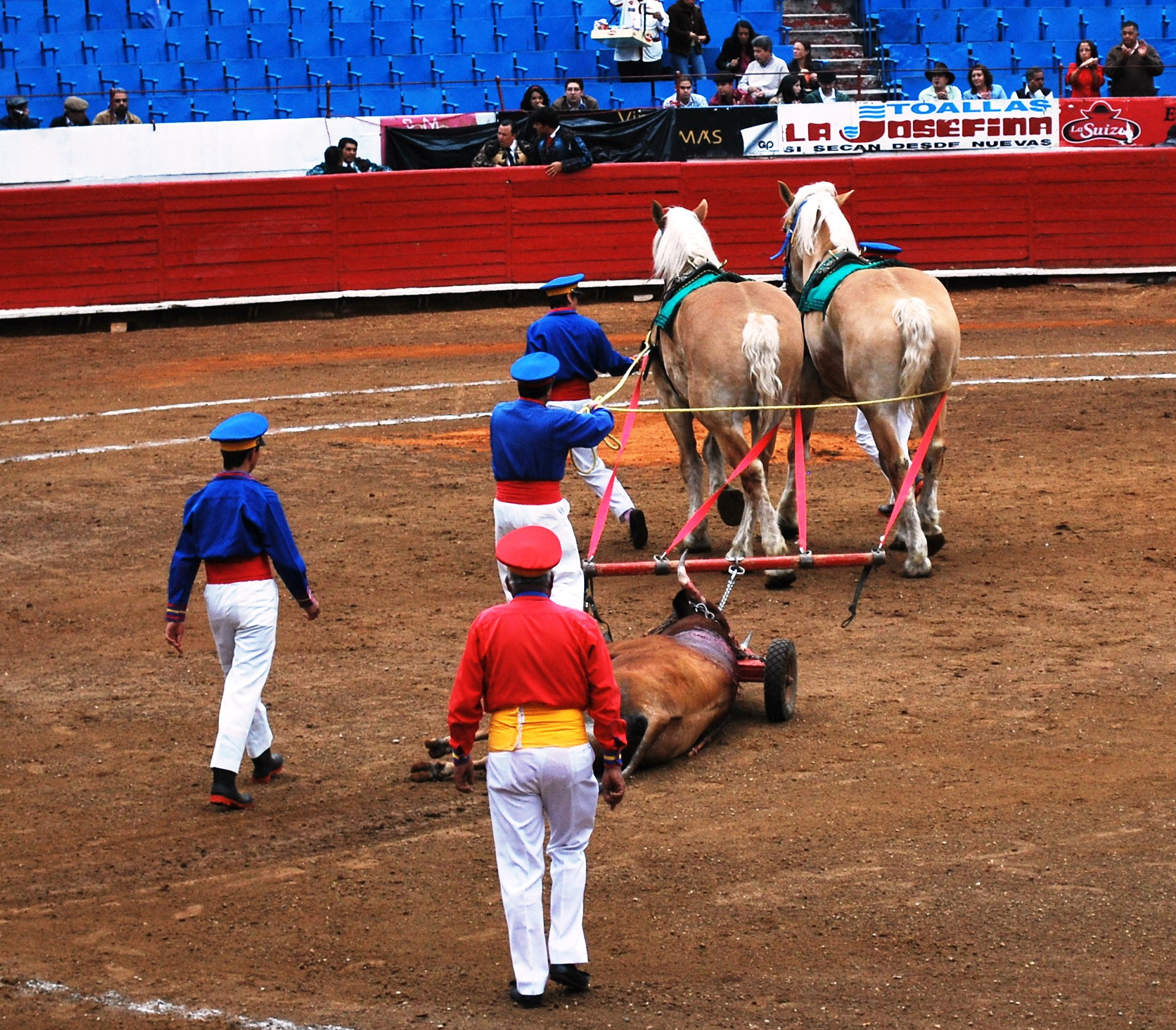
mulilleros à Mexico

Pour emmener le taureau, les  mulilleros enroulent une corde autour de ses cornes et l'attachent à la barre de traction pour le tirer hors de la piste. La coutume veut qu'ils arrivent tête nue, mais qu'ils  se couvrent pour effectuer leur tâche.
Lorsque le taureau est honoré d'un tour de piste sur ordre de la présidence qui sort un mouchoir bleu, ils se découvrent et font tourner la dépouille de l'animal sur le ruedo, lentement, jusqu'à l'endroit où le taureau a été estoqué. À partir de là, ils partent au petit trot jusqu'à la sortie de piste.